# Narsaq Kujalleq Helistop
Narsaq Kujalleq Helistop (IATA: , ICAO: BGFD) er en grønlandsk flyveplads beliggende i Narsaq Kujalleq (Frederiksdal) med et græslandingsområde med en radius på 15 m. I 2008 var der 421 afrejsende passagerer fra flyvepladsen fordelt på 104 starter (gennemsnitligt 4,05 passagerer pr. start).
Narsaq Kujalleq Helistop drives af Mittarfeqarfiit, Grønlands Lufthavnsvæsen. Statens Luftfartsvæsen fører tilsyn med flyvepladsen.

## Eksterne links
- AIP for BGFD fra Statens Luftfartsvæsen Arkiveret 24. februar 2012 hos  Wayback Machine